# Erzherzog-Karl-Denkmal (Augsburg)

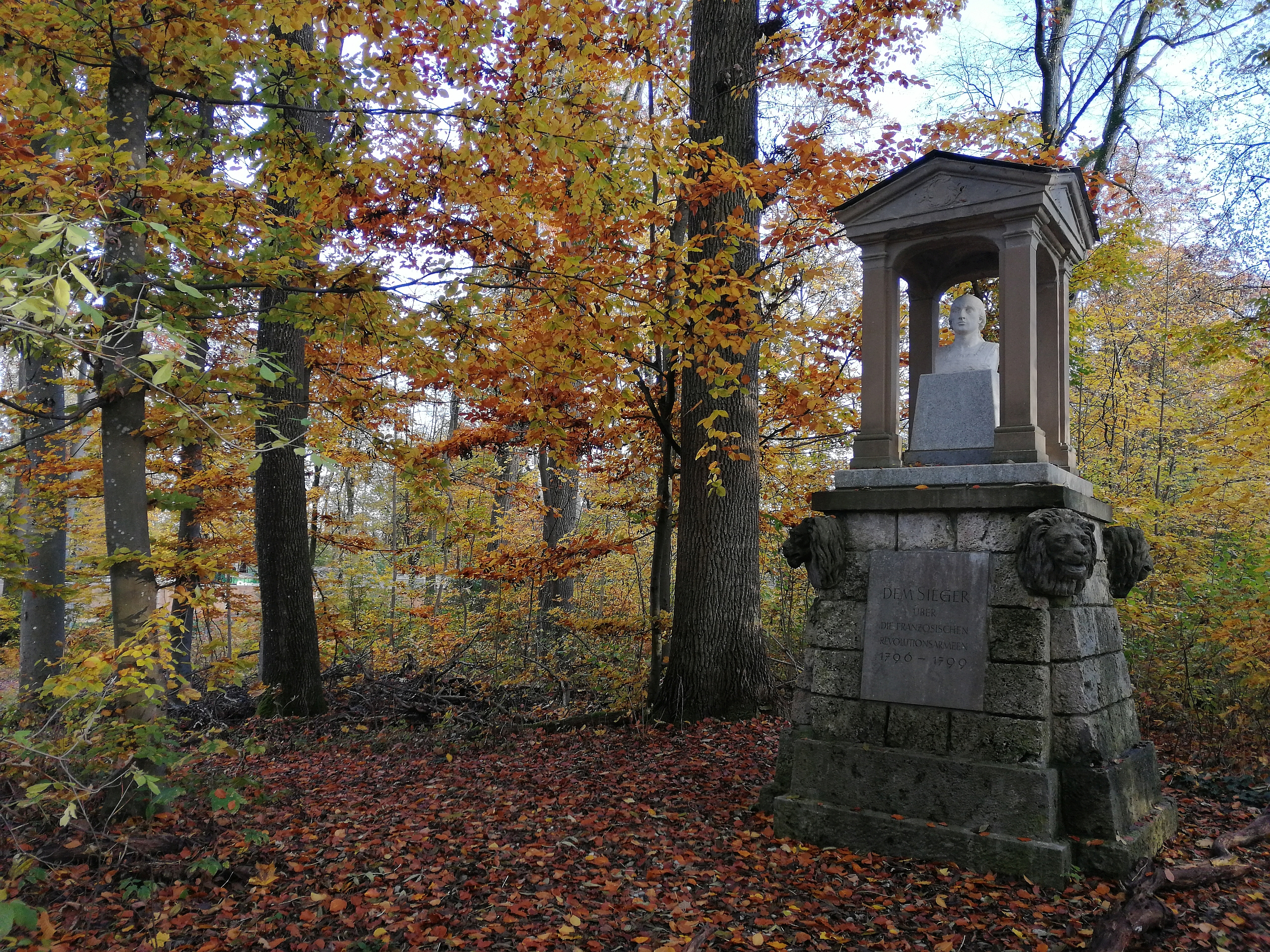
Das Erzherzog-Karl-Denkmal im Augsburger Siebentischwald

Das Erzherzog-Karl-Denkmal wurde 1802 im Augsburger Stadtbezirk Spickel errichtet. Es erinnert an den Feldherrn Karl von Österreich. Nach wiederholter Zerstörung fanden mehrfache Restaurierungen des im Wald auf einer Lechinsel gelegenen Denkmals statt.

## Geschichte
Als Reichsfeldmarschall und Präsident des kaiserlichen Hofkriegsrates hatte Erzherzog Karl im Ersten und Zweiten Koalitionskrieg an der Spitze österreichischer Truppen und der Reichsarmee von 1796 bis 1799 vor allem in Süddeutschland zunächst mehr oder weniger erfolgreich gegen französische Revolutionsarmeen gekämpft. Im Jahr 1800 trat Karl krankheitsbedingt und nach Zwistigkeiten im Hofkriegsrat als Oberbefehlshaber ab und die Franzosen blieben wieder siegreich. Nach dem Frieden von Lunéville (1801) befürwortete der Reichstag in Regensburg den Vorschlag des schwedischen Königs, ein Monument in Regensburg zu errichten, um an Karls Erfolge in der Region zu erinnern, obwohl Karl noch (weitere 45 Jahre) lebte.
Karl lehnte zwar zunächst ab, doch die damals noch selbständige Reichsstadt Augsburg drängte darauf, ihm dennoch ein Denkmal zu errichten. Das vom Augsburger Künstler Haft gestaltete Monument wurde anlässlich Karls Aufenthalt in Augsburg am 19. Juni 1802 eingeweiht. Da Augsburg aber schon 1806 an das mit Frankreich verbündete Bayern fiel, erinnerte das Denkmal nicht mehr an Karls späteren, eigentlich bekannteren Sieg von 1809 in der Schlacht bei Aspern. Nach dem Sieg über die Franzosen geriet das Denkmal in Vergessenheit und wurde vernachlässigt. Es verfiel allmählich und wurde noch zu Karls Lebzeiten durch Vandalismus teilweise zerstört. Erst 1897 wurde es erneuert und 1936 sowie 2003 erneut restauriert.

## Gestaltung

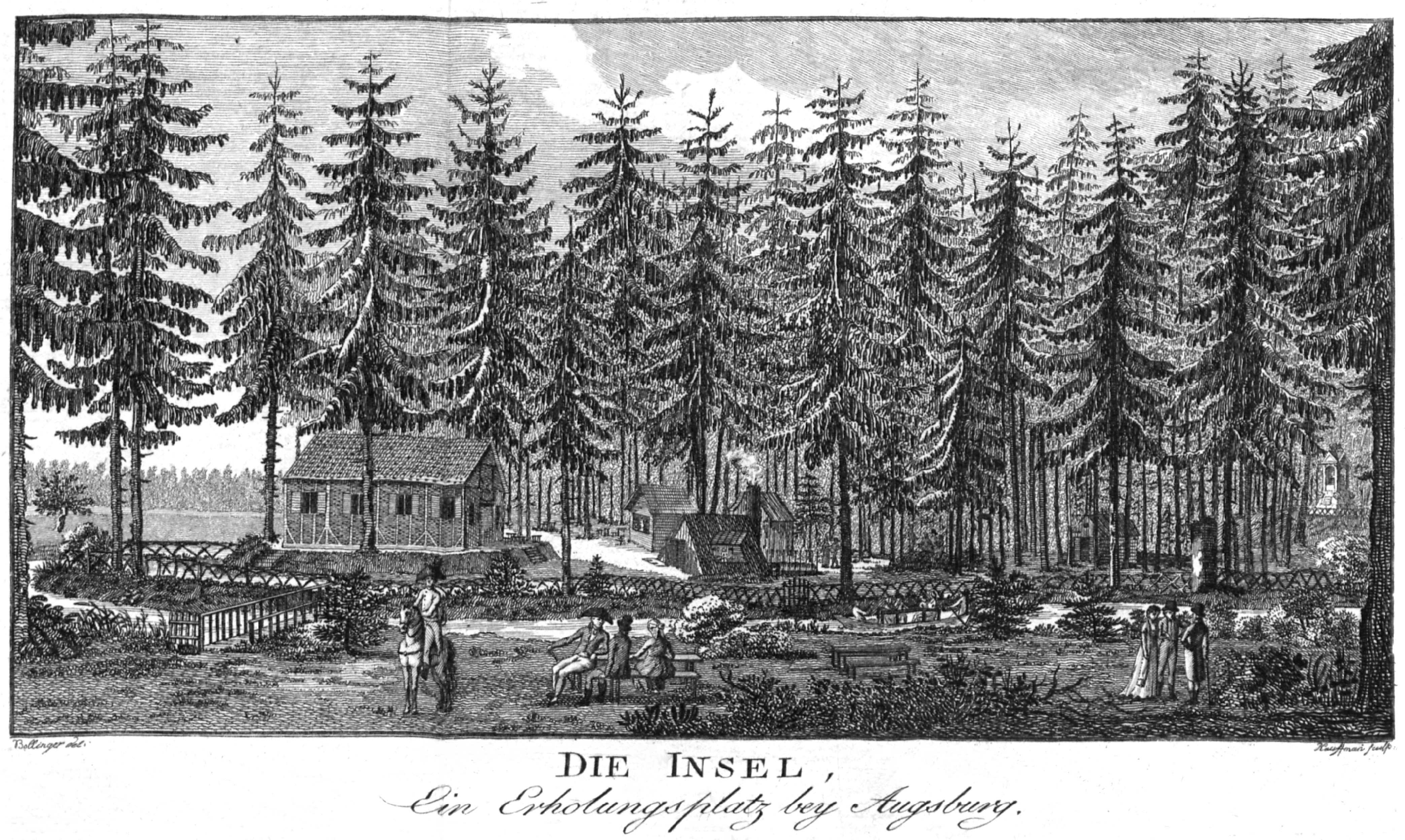
Der Spickel mit Gaststätte, kurz nach 1802, ganz rechts das Denkmal

Das klassizistische Denkmal wurde auf einem künstlich aufgeschütteten Hügel in einem Hain im Siebentischwald errichtet. Dieser Hain liegt hinter der Stelle, an der früher eine Ausflugsgaststätte auf dem Spickel stand, zwischen dem Uferweg am Augsburger Eiskanal und der heutigen Spickelstraße zum Augsburger Hochablass sowie nordöstlich vom Kanu-Leistungszentrum. Um das Denkmal wurden einst vier Eichen gepflanzt; die ursprüngliche Zierhecke aus Rosen und Jasmin sowie die ursprünglich zum Hügel hinaufführenden Rasenstufen existieren nicht mehr.

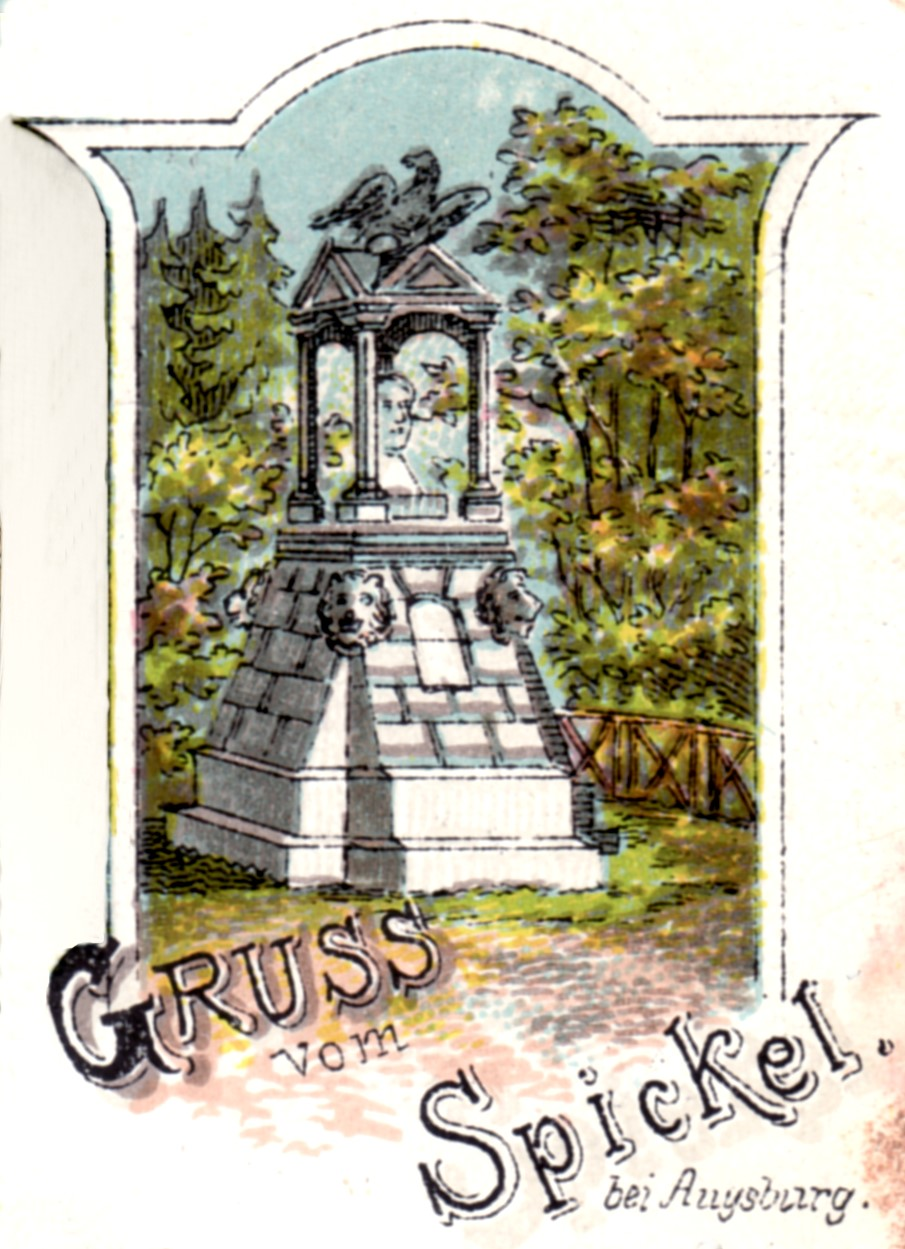
Erzherzog-Karl-Denkmal mit Adler (1899)
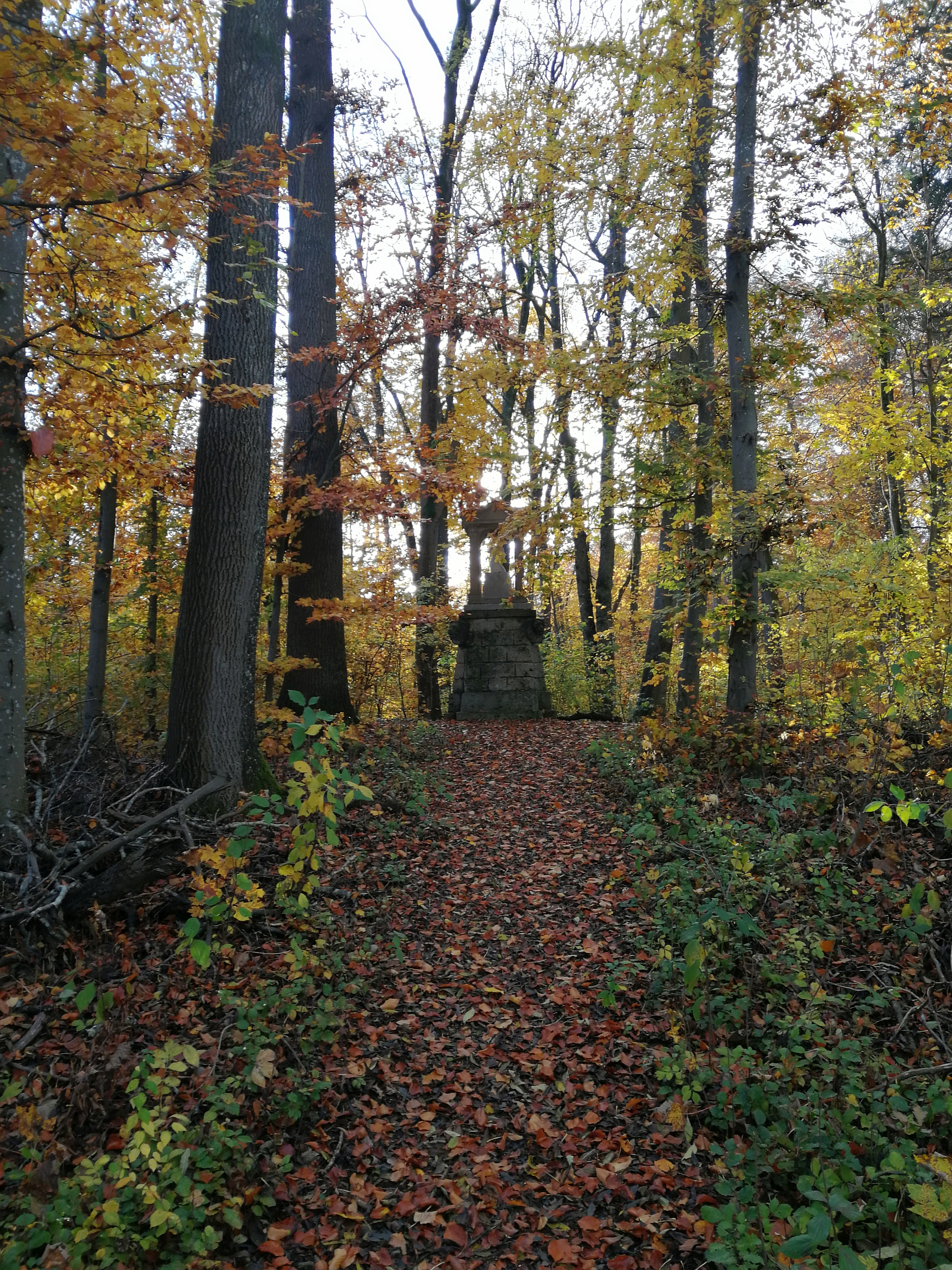
Hügel mit Pfad zum Denkmal (2020)
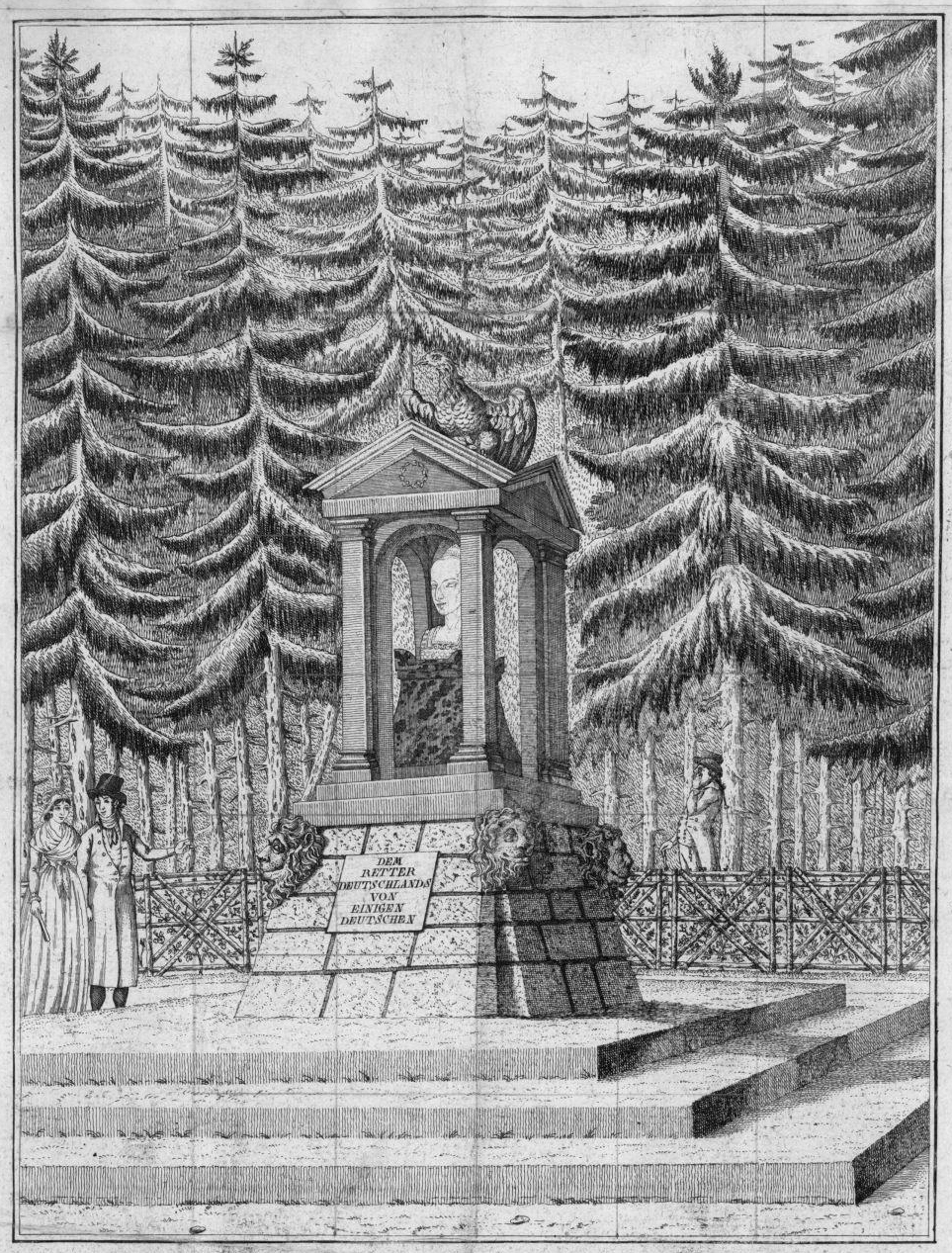
Erzherzog-Karl-Denkmal mit alter Inschrift (1802)

Das geböschte und rustizierte Piedestal (Postament, Sockel) des Denkmals besteht aus hartem Tuffstein und sollte langlebig sein. Es ist rechteckig und an den vier Ecken mit Löwenprotomen (Löwenköpfen) verziert. Wie bei einer Ädikula (altrömisches Tempelchen) stützen vier Säulen auf dem Sockel eine Baldachin-artige Kuppel, unter der sich eine dem Erzherzog angeblich sehr ähnliche Büste mit Schuppenpanzer und Tunika befindet. Auf der Kuppel thronte früher noch ein (kaiserlicher) Adler mit ausgebreiteten Flügeln, mit dem Adler war das Monument damals 16 Fuß hoch (etwa 4,74 Meter). Die Büste ist aus weißem Marmor, war ursprünglich sogar aus Carrara-Marmor. Auch die Säulen und die Schrifttafeln im Sockel waren einst aus poliertem (grauem) Marmor, wurden aber schon früh durch Vandalismus zerstört und durch Stein ersetzt. Die Büste ist eine Nachbildung der (ebenfalls wiederholt beschädigten) Originalbüste, die inzwischen im Eingangsvestibül des Verwaltungsgebäudes am Rathausplatz aufbewahrt wird.

## Details

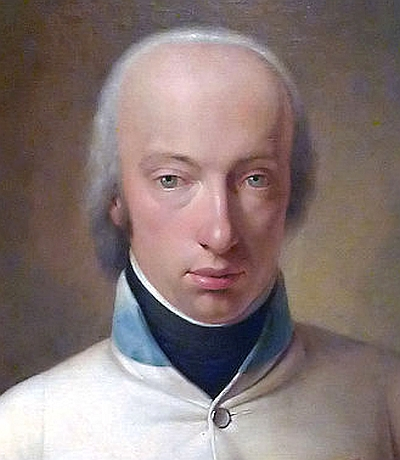
Erzherzog Karl von Österreich, um 1800, porträtiert von J. B. Seele

Genaugenommen ist das Kriegerdenkmal faktisch anonym, weder der Name noch der Titel des österreichischen Erzherzogs werden auf dem Denkmal irgendwo erwähnt. Nicht nur Name und Adler sind nicht mehr vorhanden, auch die ursprüngliche Inschrift wurde bei einer früheren Restaurierung abgeändert. Nachdem Österreich nicht mehr  zum Deutschen Reich gehörte, wurde aus der Widmung Dem Retter der Deutschen, von einigen Deutschen (bzw. Dem Retter Deutschlands, von einigen Deutschen) irgendwann einfach nur noch Dem Sieger über die Französischen Revolutionsarmeen 1796–1799.

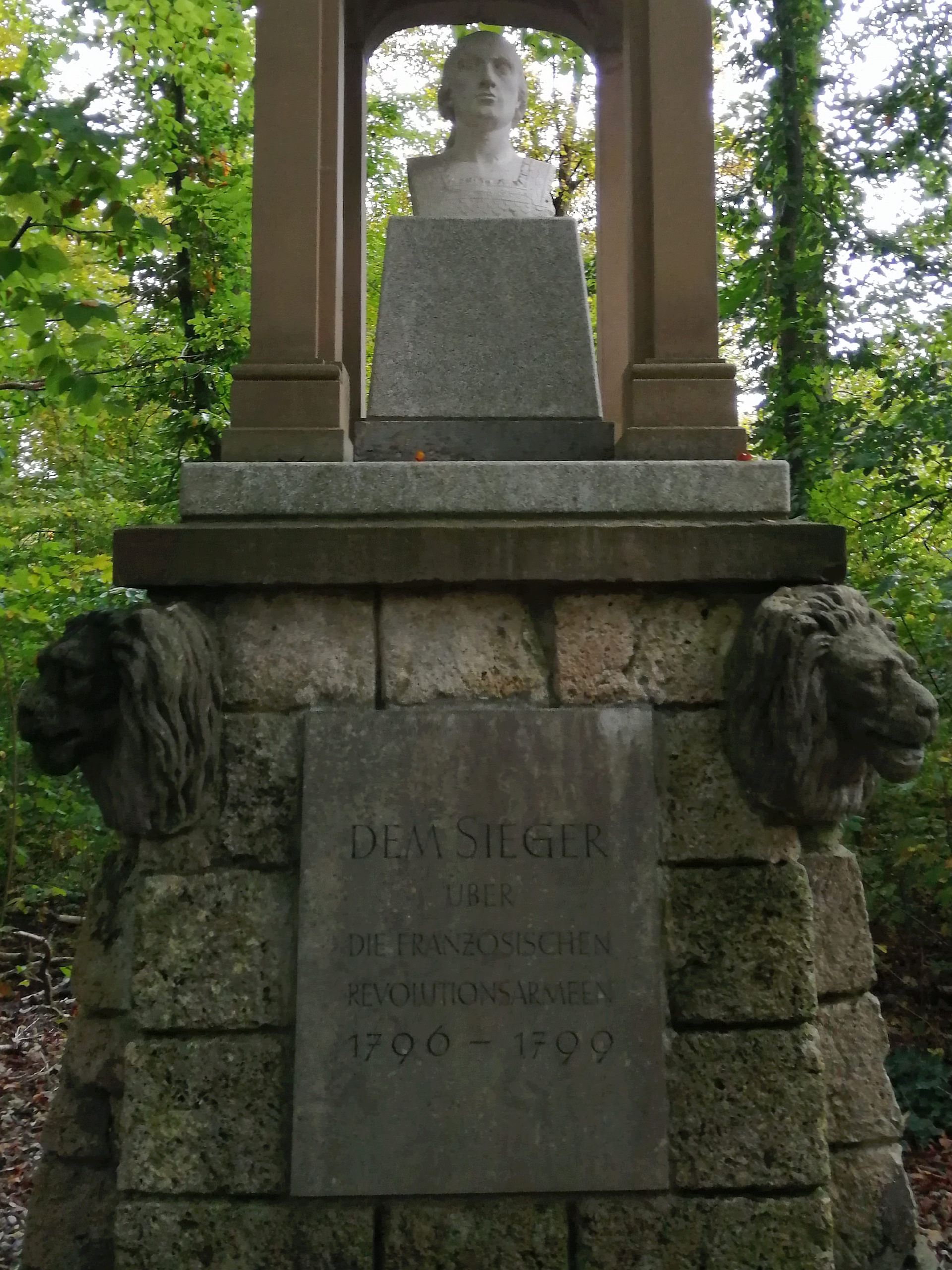
Inschrift auf der Vorderseite (2020)
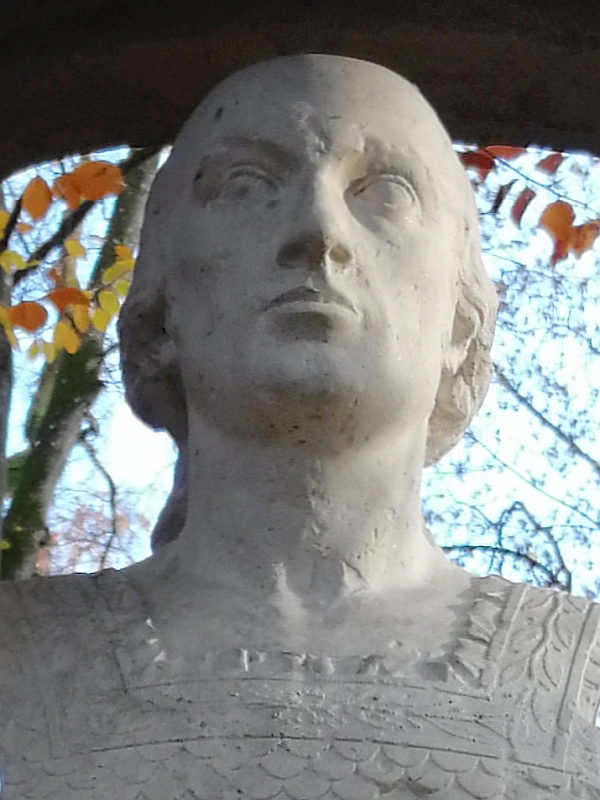
Der Büste wurde oft die Nase abgeschlagen
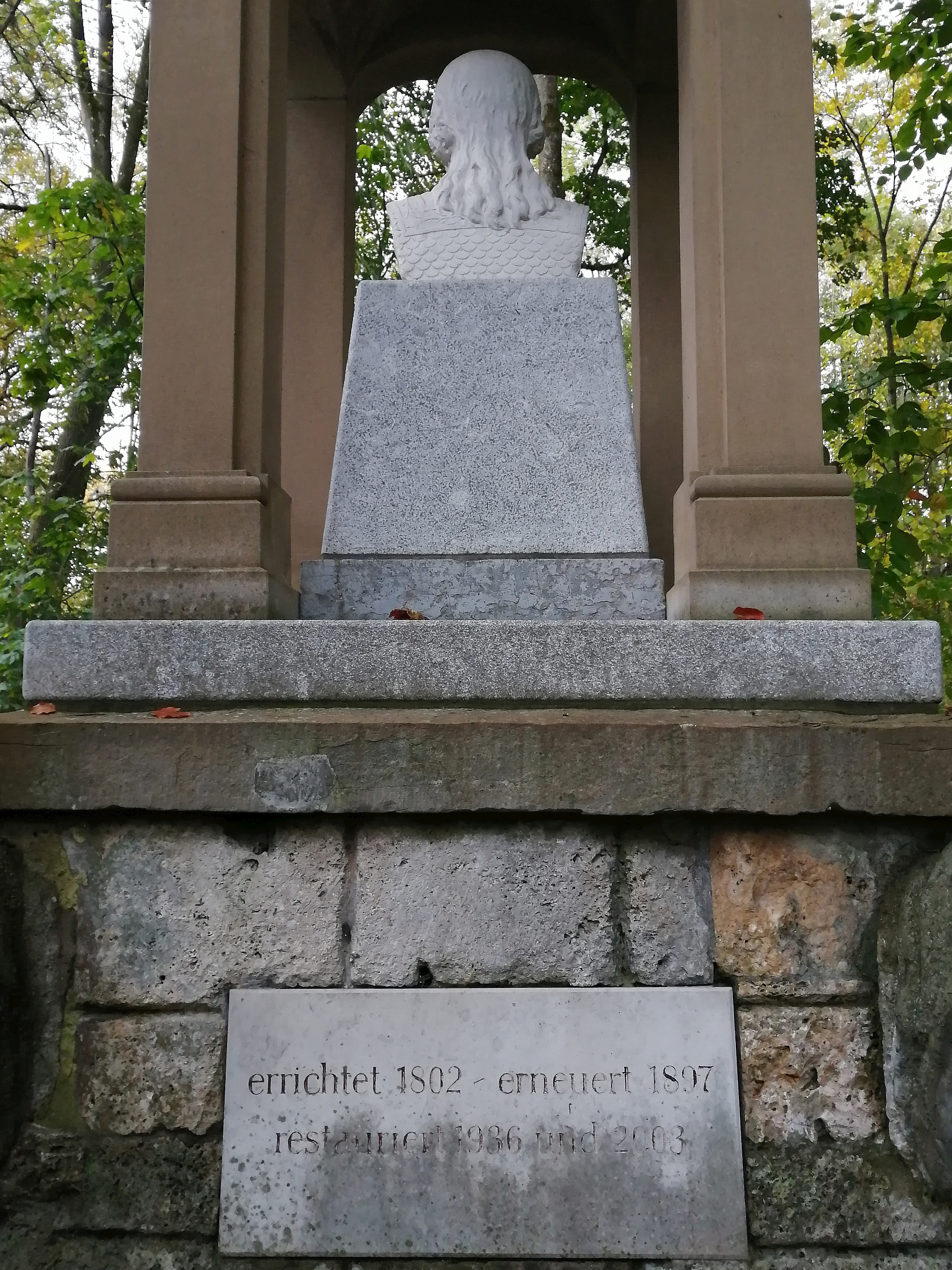
Inschrift auf der Rückseite (2020)